# آكلريسون سكايون
آكلريسون سكايون (بالبرتغالية: Acleisson Scaion‏) (21 مايو 1982 في ريبيراو بريتو في البرازيل – )؛ هو لاعب كرة قدم كان يلعب كلاعب وسط.

## وصلات خارجية
- آكلريسون سكايون على موقع رابطة كرة القدم اليابانية للمحترفين (اليابانية)
- آكلريسون سكايون على موقع قاعدة بيانات كرة القدم.إي يو (الإنجليزية)
- آكلريسون سكايون على موقع Soccerway.com (الإنجليزية)
- آكلريسون سكايون على موقع عالم كرة القدم.نت (الإنجليزية)